# ウイスタ
株式会社ウイスタ（WISTA ）は、東京都板橋区に本社を置きカメラなどの製造を行う株式会社。
現在カメラについては4×5in判テクニカルカメラのみのラインナップである。その他、主力商品のトリミングカッターに加え、カメラスタンド、雲台などを製造している。

## 沿革
- 1943年 - 東京都板橋区板橋町7-266に「武蔵野製作所」を設立。東京光機の「ピーコック」用レンズを製作。
- 1955年 - 東京都世田谷区松原4-218の「武蔵野光機」に継承される。
- 1968年 - 1972年に掛けて工販分離を行い販売会社「リトレック販売」が設立される。なお、リトレック6の製造販売についてレンズメーカーとのトラブルで解散し、リトレック商事はリトレック6以外の製造販売会社になる。
- 1972年 - 社名を「ウイスタ」に変更。

## カメラ一覧

### 120フィルム使用カメラ

#### リトレックシリーズ

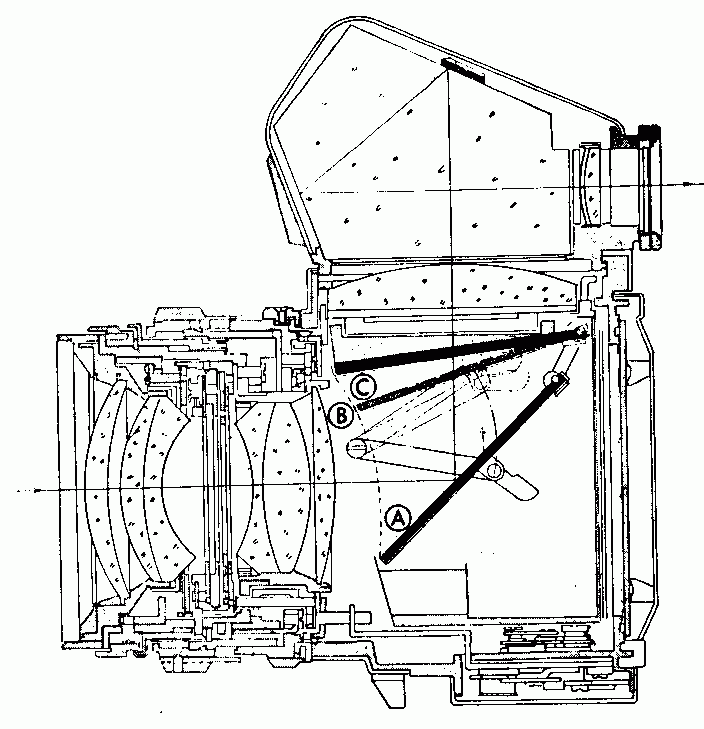
Rittreck 6 図

昭和30年初頭に、熊本市の安武氏、久永氏（ひさなが光機の元社長｢久永 強｣）が試作した「レンブラント」をベースに、武蔵野光機が開発・商品化した6x9判アルミダイキャスト製箱形一眼レフカメラ。ピント合わせはラックピニオンによる。シャッターはフォーカルプレーン式で、手持ちレンズを使用できるためゼンザブロニカ発売前は営業カメラマンに重用された。フィルムホルダーは6×9cm判用と、6×4.5cm判と6×6cm判と6×7cm判の切り替え式があった。後には左右逆像ながらアイレベル撮影ができるバーチカルミラー式が標準となった。なお、輪出を含め累計約1万台を生産していた。
- リトレックI（Rittreck I 、1956年発売）

レンズは専用レンズボードに装着されたセコール105mmF3.5が付属した。交換レンズは設定されなかったがレンズボードに取り付けることにより手持ちのレンズを使用できた。
- リトレックIIA/オプティカIIA（Rittreck IIA /Optika IIA ） 、1957年発売）

ピントグラスにフレネルレンズが入った。レンズがプリセット絞りの自社ブランドルミノン105mmF3.5に変更された。オプティカ銘は輸出モデル。
- リトレックIIB（Rittreck IIB 、1958年発売）

ピントフードが脱着式となりバーチカルミラーが装備できるようになった。クセナー105mm付きモデルが並行して販売された。
- リトレックSP（Rittreck SP 、1961年発売）

1/2、1/4、1/8秒のスローシャッター装備。シンクロ接点はFPとX。バーチカルミラーが標準装備となった。レンズはルミナント（Luminant ）92mmF4.5。

#### リトレック6
- リトレック6（Rittreck 66 、1968年発売）

クイックリターンミラーを備えた6×6cm判一眼レフカメラ。標準レンズはリトロン（Rittron ）80mmF2。なお、当時6x6cm判一眼レフカメラ用レンズとしては、世界一の明るさを誇った。ペンタプリズム部額にある銘は"Rittreck 6×6"。開発に関わる資金の調達が困難になり、プリズムとレンズを受注していたノリタ光学がリトレック6の設計を買い取る形で引き継ぎ、ミラーアップ装置とファインダー内フレームを省略しマイクロプリズムをスプリットマイクロプリズムに変更してノリタ66として販売された。

### 4×5in判シートフィルム使用カメラ

#### ウイスタ45シリーズ
金属製テクニカルカメラ。4×5カラーの感材が、急速に普及してきたのを受けてWISTA45の設計がスタート。蛇腹交換式をテクニカルカメラでは初めて採用したカメラでもある。特徴は次の通りである。蛇腹が交換出来る・タスキがない・自動絞り(コパル製WISTAプレスシャターとの組み合せ)・微動スウィング(左右画端を支点とするカム方式の微動スウィングを設けた)・バックティルト(バック部のティルトはベースティルトで画像面は支点からオフセット＋50㎜にされている)・フロントティルト(フリクションホイールを内蔵)・レヴォルビングバック・フレンネルグラス(独自開発のピントグラス兼用のフレンネルスクリーンを採用した)
- ウイスタ45（Wista45 、1972年発売）

ウイスタ45シリーズの初代モデル。
- ウイスタ45D（Wista45 D）

ウィスタ45をベースに、スイングやフロントライズの微動機構を追加。木目調のボディのバリエーションも用意された。
- ウイスタ45N（Wista45 N）

2.4kgと軽量で「D」と「SP」と比べて安価な立ち位置の製品だった。
- ウイスタ45SP（Wista45 SP）

軽合金ダイキャスト製フィールドテクニカルカメラ。フロント部ティルトは2枚のホイールによるフリクション方式で前傾15度、後傾15度。ライズはギア式で56mm。フロントスイングは左右各15度。シフトは左右各40mm。バックティルトは前傾90度、後傾15度。バックスイングは左右各15度。蛇腹は皮蛇腹、袋蛇腹、長尺蛇腹を任意に交換できる。寸法は高180mm、幅197mm、厚100mm、重量2.9kg。タスキ廃止とスイング台利用、クラッチ固定方式で軽量小型を実現。テレマクロレールと長尺蛇腹交換により47mm広角から1200mm望遠レンズまで使用可能。リンホフ規格ボードを使用する。
- ウイスタ45RF（Wista45 RF）

二重像合致式連動距離計付で一軸ダイヤル方式のカム自動交換により135mm、150mm、180mmに連動する。寸法は高215mm、幅197mm、厚100mm、重量2.9kg。手持撮影優先のウイスタ45SPとほぼ同一規格で連動距離計を搭載した改良バージョン。リンホフ規格ボードを使用する。レンジファインダーのついたテクニカルカメラだった。
- ウイスタ45VX（Wista45 VX）

ウイスタ45SPをベースに一部機能を省く代わりに軽量化したモデル。

#### フィールド45シリーズ
木製テクニカルカメラ。蛇腹交換可能。材料の違いでモデル分けされており、桜材製の「チェリー」モデル、紫壇材製の「ローズ」モデル、黒檀材製の「エボニー」モデルが並存する。
〈カリンモデル〉
- フィールド45 カリンDX

フィールド45の、最初期の花梨材ローズモデルを、ウイスタの公式オンラインストア限定モデルとして復刻した製品。赤蛇腹仕様だった。
〈エボニーモデル〉
- フィールド45 エボニーDX

〈チェリーモデル〉
- フィールド45 チェリーDX

桜材製。リンホフ規格ボードを使用する。重量1.8kg。
- フィールド45 チェリーDX II
- フィールド45 チェリーDX SW

〈ローズモデル〉
- フィールド45 ローズDX

紫壇材製。赤蛇腹もある。リンホフ規格ボードを使用する。重量2.0kg。
- フィールド45 ローズDX II

紫壇材製。赤蛇腹もある。リンホフ規格ボードを使用する。重量1.75kg。
- フィールド45 ローズDX III

紫壇材製。赤蛇腹もある。リンホフ規格ボードを使用する。DXタイプIIに、国際規格4×5マウント6×9cm判・6×7cm判ロールフィルムホルダーをも装着でき、ウイスタの各種アクセサリーに対応する汎用改良機種。なお、タイプIIIはローズシリーズしか製造されてなかった。
- フィールド45 ローズDX SW

紫檀材製。木製初の蛇腹交換タイプで、長尺蛇腹にもテレマクロレールにも対応し、47mm広角から1200mm望遠レンズの交換可能な汎用改良機種。リンホフ規格ボードを使用する。

### 5×7in判シートフィルム使用カメラ
- リトレックビュー（Rittreck View）

金属製フィールドコンパクトカメラ。5×7in判シートフィルムサイズのカメラとしては日本製で最期の機種であったがすでに製造中止された。1984年生産終了。

### 8×10in判シートフィルム使用カメラ
- フィールド810

### スタジオビューカメラ
4×5のモノレールタイプテクニカルビューカメラ。
- WISTA Ｍ100
- WISTA Ｍ200
- WISTA Ｍ450

### 二眼カメラ

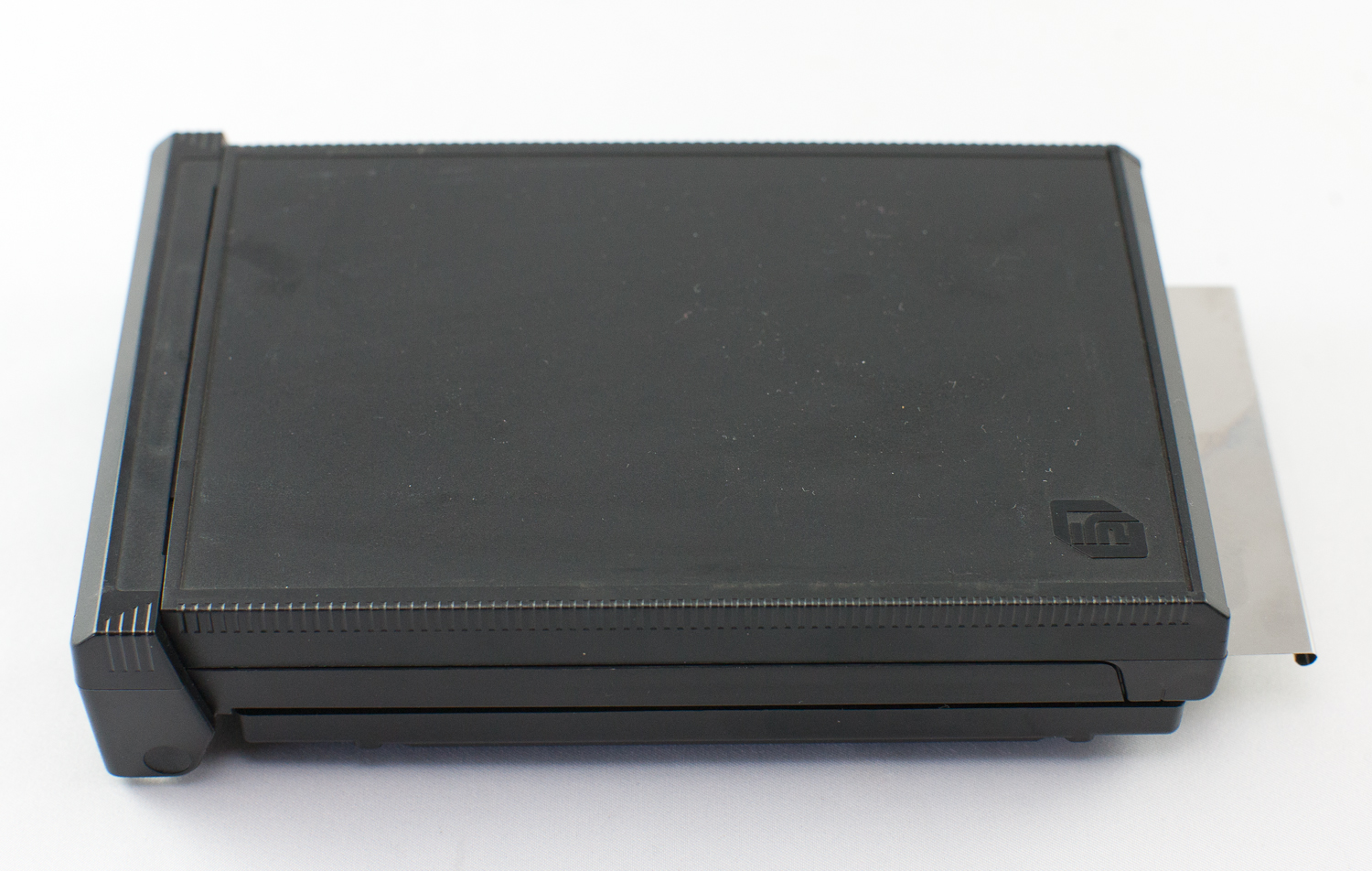
Wista IDEE 112のポラロイドバック（富士フイルム製）

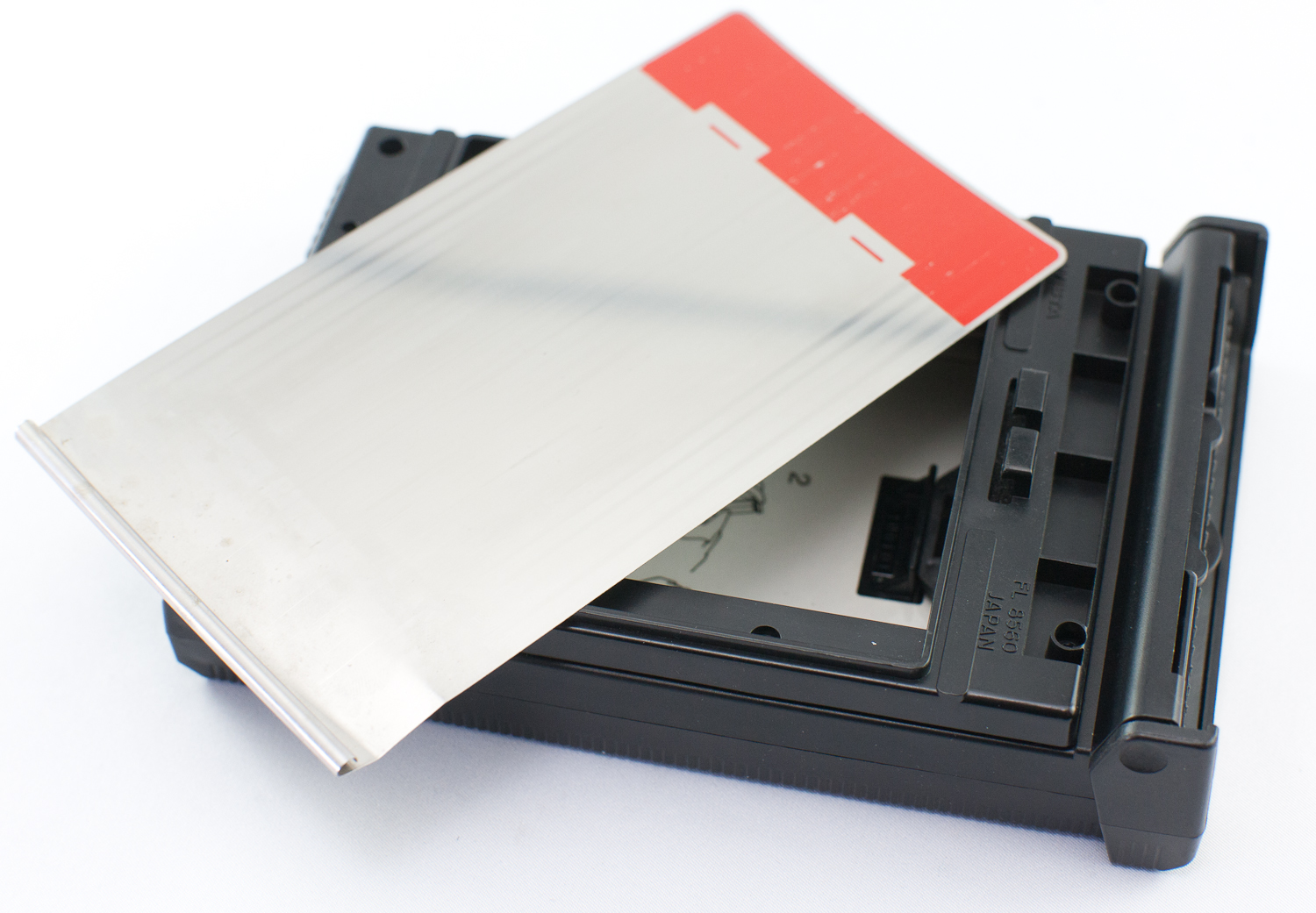
細部

「Wista Twin Camera」ブランド。
- ウイスタ二眼VFカメラ（No.4509）

ピントグラスに加えて、ファインダーを搭載したモデル。
- ウイスタ二眼カメラ（No.4508）

ピントグラスのみ

### 証明写真用多眼カメラ
「I.DEE」ブランド。証明写真用カメラであるが、付属品を使用することでインスタントカメラとしても使用可能。
〈I.DEE 224（FL 8560-S）〉
- WISTA四眼 I.DEEカメラ（No.4515）

撮影画像と同一サイズの実像を見ながらピント合わせる方式。五眼レフタイプ。
- ウイスタ四眼 I.DEEカメラ（No.4512）

距離目盛合わせ式。
〈I.DEE 112（TL 8661-I）〉
- WISTA二眼 I.DEEカメラ（No.4516）

実像を見ながらピント合わせる方式。三眼レフタイプ。
- ウイスタ二眼 I.DEEカメラ（No.4511）

距離目盛合わせ式。

### シノックス引伸機
大判カメラの大型引伸機。ピントは半自動で、 引き伸ばし撮影が可能なカメラ。書類などの撮影もできた。なお、レンズはニコンの150mmレンズを使用していた

## 大判用レンズ・シャッター

### レンズ
武蔵野光機のリトレックの標準レンズは生産期間によってブランドが変化していた。最初は他社ブランドを使用し、世田谷光機製製の「SEKOR」、次にシュナイダー製の「XENAR」が採用された。その後、自社ブランドに変更「LUMINON」を発売し、その後「LUMINANT」に全ての交換レンズを統一した。なお、ルミナントは武蔵野光機としてのの最後のレンズブランドとなった。その他、自社ブランドで「HONOUR」レンズも存在した。その後、ウイスタに社名を変更し、自社ブランドの「WISTAR」を製造・発売した。

#### ルミノン
「LUMINON」ブランド。すでに製造中止されている。なお、小西六の「Luminon」とは関係は無い。
- LUMINON 90mmF3.5
- LUMINON 105mmF3.5

他

#### ルミナント
「LUMINANT」ブランド。
- LUMINANT 92mmF4.5
- LUMINANT 105mmF3.5
- LUMINANT 200mmF5.6
- LUMINANT 210mmF4.5
- LUMINANT 300mmF5.6
- LUMINANT 400mmF5.6

#### ウイスタール
「WISTAR」ブランド。すでに製造中止されている。プレスシャッター付き。
- ウィスタールW150mmF5.6

5群6枚。イメージサークルφ210mm（F22）。アタッチメントφ46mmねじ込み。シャッターはウィスタ#1。
- ウィスタールW180mmF5.6

4群6枚。イメージサークルφ255mm（F22）。アタッチメントφ55mmねじ込み。シャッターはウィスタ#1。
- ウィスタールW210mmF5.6

4群6枚。イメージサークルφ295mm（F22）。アタッチメントφ62mmねじ込み。シャッターはウィスタ#1。
- ウィスタ二眼レンズ（No.1335）

4×5カメラ用。レンズボードに伸縮機能をもたせたレンズ。実用新案取得済み。

### シャッター

#### シャネル
「SHANEL」はウイスタの前身の武蔵野光機が製造していたシャッターのブランド。5番サイズのシャッターのみ製造していた。そのため「シャネルの５番」として呼ばれることも多々見られる。
- SHANEL 5A

シャッターユニットのみを搭載しているモデル。
- SHANEL 5B

シャッターユニットに加え、絞り羽根を搭載しているモデル。
- SHANEL 5B-S

#### ウイスタプレス
製品本体印字は「COPAL for-WISTA」。日本電産コパル製。手持各種レンズを装着して自動絞り機構と連動できる交換シャッターである。
- ウイスタプレス S-No.0
- ウイスタプレス S-No.1
- ウイスタプレス ライカマウントシャッター

## トリミングカッター
ウィスタ特許取得済み。現在の主力商品の1つ
- トリミングカッターC-4

横60×縦55以下
- 中判トリミングカッターC-69

横90×縦60以下
- 手札サイズカッター

横120×縦90以下
- ポストカードカッター

横150×縦100迄
- 電動ローラーカッター

マット方式（四つ切）と受台方式（半抜きシーリング方式兼用）が用意されている。15W・25W２機種

## 撮影機材一覧

### ルーペ
- 張りつくルーペ君(特許出願)

輸出の英名は「ハンドフリー・マグニファイア」である。縦位置、横位置の希望位置でルーペが制止する。
- 折畳み4×5フードルーペ

折畳み可能。カブリ不要で、フレンネルレンズを使用している。
- ウイスタジャンボルーペ
- 双眼ミラールーペ

### テレマクロレール
カメラの繰り出し操作でピント合わせが出来る独自技術
- テレｰマクロレールWISTA45用（実用新案）
- テレマクロレールLINHOF用（実用新案）
- テレマクロール中型カメラ用

カメラとレンズが単独スライド方式で手元のつまみにより、ピントを合わせることが出来る。

### 広角沈みボード
フロントスタンダードの本来は蛇腹の付く位置に、蛇腹枠を利用したレンズボードサブフレームがあり、4本の支柱に支えられたレンズボードが約40㎜オフセットされて取り付けられている。よって、65㎜と75㎜の広角レンズ撮影時、無理なあおりにも自在作動する。シャッター操作がすべて真横から可能。（実用新案）

### WISTAクイックシュー
中型カメラ、大型フィールドカメラの撮影準備を容易にする目的で開発された。落下時のリスクを大幅に軽減できる。

### 雲台
- 定点雲台 （Fixed Point Head）35㎜中判カメラ

常に三脚センターは真上で、左右上下移動すること無く横向き、縦向き変更が可能。
- 縦ポーズ雲台

「縦アングルブラケット」の後継機。
- 縦アングルブラケット

雲台センター上にカメラのレンズセンターを配置できるブラケット。
- 2台用カメラスライドアーム200
- 2台カメラアーム
- ウイスタプロ三脚雲台
- 自由雲台プロIII
- ハンドル雲台（実用新案）

頭上間隔決めピタリー発の微動ギアハンドルタイプ
- 大型雲台
- 引抜自在雲台

縦位置撮影でもホルダーの引抜操作に干渉しない雲台
- 3ウエイ自由雲台

カメラの縦位置、横位置変更を重心を変えずに三脚直上で実現した雲台

## 学校写真集計ソフト
コニカ直営会社でオフコンの学校写真の集計・自動プリントのシステムの開発に携わる。その経験を生かして開発。製品発表（数ぐるめ）は2005年7月であった。
- Super数ぐるめ - ver1.4
- 数ぐるめII - ver5.0

プリントサイズ3種類設定可能。1件当たりの処理枚数を最大2500枚に増加。
- Labo Express Super数ぐるめ3
- Labo Express Super数ぐるめ4
- 数ぐるめSuper9